# Båtnäbbad myrfågel
Båtnäbbad myrfågel (Clytoctantes alixii) är en fågel i familjen myrfåglar inom ordningen tättingar.

## Utseende och läte
Båtnäbbad myrfågel är en 16,5 lång knubbig och kortstjärtad myrfågel med en stor och märklig uppåtböjd näbb. Den har vidare kraftiga ben med en lång och rak bakklo. Hanen är huvudsakligen skiffergrå, med svart på tygel, strupe och övre delen av bröstet. På vingtäckarna syns små vita fläckar. Honan är rostbrun, på panna, huvud- och kroppssidor mer kastanejbrun. Vingar och stjärt är sotfärgade. Lätet är ett högljutt visslande, på engelska återgivet: "peeeuw peeeuw peeuw-pweet-pweet-pweet".

## Utbredning och systematik
Fågeln förekommer i norra Colombia och nordvästra Venezuela (Serranía del Perijá). Den behandlas som monotypisk, det vill säga att den inte delas in i några underarter.

## Status
Båtnäbbad myrfågel har nyligen återupptäckts i både Venezuela och Colombia efter 40 års frånvaro. Utbredningsområdet och beståndet tros båda vara begränsade. Internationella naturvårdsunionen IUCN kategoriserar arten som starkt hotad.

## Namn
Fågelns vetenskapliga artnamn hedrar franske zoologen Édouard Alix (1823–1893).